# Нанкинский Христос
«Нанкинский Христос» (иер. трад. 南京的基督, упр.  南京的基督, кант.-рус.: Нань Цзин дэ цзи ду, англ. The Christ of Nanjing) — гонконгская мелодрама 1995 года режиссёра Тони Ау. Главные роли в фильме исполнили Джозефин Сяо и Рой Чяо.
Картина была отмечена на международных и локальных кинофестивалях. Фильм получил две номинации на 15-й Гонконгской кинопремии. На 8-м Международном кинофестивале в Токио картина завоевала две награды.

## Сюжет
Японский писатель Рюичи Окагава (Тони Люн Ка-фай) во время визита в Китай влюбляется в набожную девушку по имени Цзиньхуа (Ясуко Томита). Родители продают её в качестве проститутки, чтобы заработать. Цзиньхуа думает, что её выдают замуж за Окагаву. Но когда она узнаёт правду, то впадает в отчаяние. Окагава уходит, а Цзиньхуа остаётся сомневаться в своей вере.

## В ролях
- Тони Люн Ка-фай — Рюичи Окагава
- Ясуко Томита[англ.] — Цзиньхуа
- Тоу Чжун-хуа[англ.] — Тан Ен-нянь
- Джессика Чоу — Камейла
- Лау Шун — мадам
- Куми Накамура — жена Рюичиро
- Тонг Бо-лин
- Джонсон Юен — Сяоэр

## Награды и номинации
| Награды                                 | Награды                             | Награды              | Награды   |
| Кинопремия                              | Категория                           | Лауреат / претендент | Результат |
| --------------------------------------- | ----------------------------------- | -------------------- | --------- |
| 15-я Гонконгская кинопремия             | Лучшая работа художника             | Ма Пун Чиу           | Номинация |
| 15-я Гонконгская кинопремия             | Лучшая работа художника по костюмам | Эдди Мок             | Номинация |
| 8-й Международный кинофестиваль в Токио | Лучшая женская роль                 | Ясуко Томита         | Победа    |
| 8-й Международный кинофестиваль в Токио | Художественный вклад                | Тони Ау              | Победа    |
| 8-й Международный кинофестиваль в Токио | Гран-при Токио                      | Тони Ау              | Номинация |